# كريستينا كرستيتش
كريستينا كرستيتش هي لاعبة كرة قدم صربية، ولدت في 1 يوليو 1989 في نيش في صربيا. شاركت مع منتخب صربيا الوطني لكرة القدم للسيدات. أما مع النوادي، فقد لعبت مع BIIK Shymkent ‏.

## وصلات خارجية
- كريستينا كرستيتش على موقع الاتحاد الأوربي (الإنجليزية)
- كريستينا كرستيتش على موقع قاعدة بيانات كرة القدم.إي يو (الإنجليزية)